# Mike Piazza's Strike Zone
Mike Piazza's Strike Zone est un jeu vidéo de baseball sorti en 1998 sur Nintendo 64. Le jeu a été développé par Devil's Thumb Entertainment et édité par GT Interactive.